# Фрегезія-ду-О (округ Сан-Паулу)
Фрегезія-ду-О (порт. Freguesia do Ó) — округ міста Сан-Паулу, Бразилія, розташований у субпрефектурі Фрегезія-ду-О (Freguesia do Ó), на північному сході міста. В окрузі зберігається велика кількість колоніальної архітектури міста.
| Бразилія | Це незавершена стаття з географії Бразилії. Ви можете допомогти проєкту, виправивши або дописавши її. |